# Robert W. Lenski
Pour les articles homonymes, voir Lenski.
Robert W. Lenski est scénariste américain né le 11 juin 1926 à (Michigan), mort le 19 juin 2002 à Los Angeles (Californie).

## Filmographie
- 1971 : Cannon ("Cannon") (série TV)
- 1973 : Kojak ("Kojak") (série TV)
- 1975 : Le Daliah noir (Who Is the Black Dahlia?) (TV)
- 1976 : Opération Brinks (Brinks: The Great Robbery) (TV)
- 1978 : Maneaters Are Loose! (TV)
- 1978 : The Dain Curse (feuilleton TV)
- 1980 : Le Cauchemar aux yeux verts (The Aliens Are Coming) (TV)
- 1983 : Chiefs (feuilleton TV)
- 1985 : Kane and Abel (feuilleton TV)
- 1986 : Mafia Princess (TV)
- 1990 : Decoration Day (TV)
- 1994 : Roommates (TV)
- 1996 : A Season in Purgatory (TV)